# Dolistowo (gmina)
Dolistowo – dawna gmina wiejska istniejąca w latach 1915–1944 w woj. białostockim. Nazwa gminy pochodzi od wsi Dolistowo, jednak siedzibą gminy były Jaświły.
Gminę Dolistowo z siedzibą w Jaświłach utworzono podczas I wojny światowej w powiecie białostockim, głównie z obszaru zniesionej rosyjskiej gminy Jaświły, która przed wojną składała się z 29 gromad, utworzonych 16 października 1933.
W 1919 roku gmina weszła w skład powiatu białostockiego w woj. białostockim. Według Powszechnego Spisu Ludności z 1921 roku gminę zamieszkiwało 8.911 osób, wśród których 8.779 było wyznania rzymskokatolickiego, 128 prawosławnego, 3 mojżeszowego a 1 ewangelickiego. Jednocześnie 8.805 mieszkańców zadeklarowało polską przynależność narodową, 83 białoruską, 1 niemiecką, 14 rosyjską a 3 żydowską. W gminie było 1.524 budynków mieszkalnych.
16 października 1933 gminę Dolistowo podzielono na 28 gromad: Białosuknie-Przedmieście, Białosuknie-Szlachta, Bobrówka, Brzozowa, Dolistowo Nowe, Dolistowo Stare, Dzięciołowo, Gurbicze, Jadeszki, Jaświłki, Jaświły, Jaćwież Duża, Jaćwież Mała, Karpowicze, Krzecze, Mikicin, Mociesze, Moniuszki, Radzie, Romejki, Rutkowskie Duże, Smogorówka Dolistowska, Smogorówka Goniądzka I, Smogorówka Goniądzka II, Stożnowo, Szaciły, Wroceń i Zabiele.
Podczas II wojny światowej, w 1944 roku, gminę Dolistowo przekształcono w gminę Jaświły.